# Diócesis de Nouna
La diócesis de Nouna (en latín: Dioecesis Nunensis y en francés: Diocèse de Nouna) es una circunscripción eclesiástica de la Iglesia católica en Burkina Faso. Se trata de una diócesis latina, sufragánea de la arquidiócesis de Bobo-Dioulasso. Desde el 14 de abril de 2000 su obispo es Joseph Sama.

## Territorio y organización
La diócesis tiene 15 000 km² y extiende su jurisdicción sobre los fieles católicos de rito latino residentes en la parte occidental de la región Boucle du Mouhoun.
La sede de la diócesis se encuentra en la ciudad de Nouna, en donde se halla la Catedral de Nuestra Señora del Perpetuo Socorro.
En 2021 en la diócesis existían 10 parroquias.

## Historia
La diócesis fue erigida el 14 de abril de 2000 con la bula Grave successoris Petri del papa Juan Pablo II, tras una división de la diócesis de Nouna-Dédegou, que dio origen también a la diócesis de Dédougou. Originalmente fue sufragánea de la arquidiócesis de Uagadugú.
El 5 de diciembre de 2000 pasó a formar parte de la provincia eclesiástica de la arquidiócesis de Bobo-Dioulasso.

## Estadísticas
Según el Anuario Pontificio 2022 la diócesis tenía a fines de 2021 un total de 78 400 fieles bautizados.
| Año                                                                             | Población            | Población | Población      | Sacerdotes | Sacerdotes    | Sacerdotes    | Bautizados por sacerdote | Diáconos permanentes | Religiosos | Religiosos | Parroquias |
| Año                                                                             | Bautizados católicos | Total     | % de católicos | Total      | Clero secular | Clero regular | Bautizados por sacerdote | Diáconos permanentes | Varones    | Mujeres    | Parroquias |
| ------------------------------------------------------------------------------- | -------------------- | --------- | -------------- | ---------- | ------------- | ------------- | ------------------------ | -------------------- | ---------- | ---------- | ---------- |
| 1950                                                                            | 7390                 | 865 500   | 0.9            | 21         |               | 21            | 351                      |                      |            |            | 7          |
| 1969                                                                            | 51 255               | 560 000   | 9.2            | 105        | 53            | 52            | 488                      |                      | 14         | 30         | 12         |
| 1980                                                                            | 55 201               | 699 000   | 7.9            | 58         | 15            | 43            | 951                      |                      | 54         | 43         | 12         |
| 1987                                                                            | 72 445               | 789 000   | 9.2            | 62         | 22            | 40            | 1168                     |                      | 55         | 55         | 12         |
| 1997                                                                            | 112 268              | 1 373 385 | 8.2            | 60         | 48            | 12            | 1871                     |                      | 23         | 78         | 14         |
| 2000                                                                            | 40 000               | 400 000   | 10.0           | 23         | 14            | 9             | 1739                     |                      | 9          | 24         | 4          |
| 2001                                                                            | 53 804               | 414 336   | 13.0           | 19         | 14            | 5             | 2831                     |                      | 10         | 6          | 5          |
| 2002                                                                            | 55 418               | 428 843   | 12.9           | 27         | 21            | 6             | 2052                     |                      | 12         | 6          | 6          |
| 2003                                                                            | 55 418               | 428 843   | 12.9           | 24         | 19            | 5             | 2309                     |                      | 10         | 6          | 6          |
| 2013                                                                            | 95 800               | 586 000   | 16.3           | 31         | 31            |               | 3090                     |                      | 4          | 21         | 9          |
| 2016                                                                            | 63 841               | 741 582   | 8.6            | 32         | 32            |               | 1995                     |                      | 13         | 24         | 9          |
| 2019                                                                            | 73 835               | 751 277   | 9.8            | 36         | 36            |               | 2050                     |                      | 14         | 25         | 10         |
| 2021                                                                            | 78 400               | 797 735   | 9.8            | 40         | 40            |               | 1960                     |                      | 14         | 25         | 10         |
| Fuente: Catholic-Hierarchy, que a su vez toma los datos del Anuario Pontificio. |                      |           |                |            |               |               |                          |                      |            |            |            |

## Episcopologio
- Joseph Sama, desde el 14 de abril de 2000